# 에루화
에루화(2001년 2월 21일 ~)는 대한민국의 가수다. 2022년 EP 앨범 《THE RED MOOn》으로 데뷔했다.

## 방송
- 풍류대장 - 힙한 소리꾼들의 전쟁 (2019) - Top51
- 더 딴따라 (2024) - 5위

## 음반
- THE RED MOOn (2022)